# Lac Beseka
Le lac Beseka (ou Basaka) est un lac de soude situé au centre de l'Éthiopie, au nord de la région Oromia, à environ 200 km au sud-est de la capitale Addis-Abeba. Il se trouve en partie sur le territoire du parc national d'Awash. La ville proche la plus importante est Metehara.

## Expansion du lac
La superficie du lac a augmenté de manière significative au cours des dernières décennies, passant de 8,4 km2 en 1973 à 42,6 km2 en 2008 – soit une expansion de 34 km2 en 35 ans. Les recherches se poursuivent sur les causes de ce phénomène, qui pourraient notamment être liées au déversement de l'excédent des eaux d'irrigation directement dans le lac, mais d'autres hypothèses sont également envisagées. La croissance du lac a provoqué une remontée de la nappe phréatique et a accru la salinité des eaux, avec des répercussions notamment sur la production de canne à sucre, une source majeure de revenus dans la région. De nombreuses terres agricoles ont été abandonnées.
Le lac étant situé aux abords immédiats d'un axe de communication majeur – la route nationale 4 qui relie Djibouti à Addis Abeba –, la construction d'une déviation permanente s'est avérée nécessaire. L'école secondaire a été fermée et plusieurs familles ont dû être évacuées.

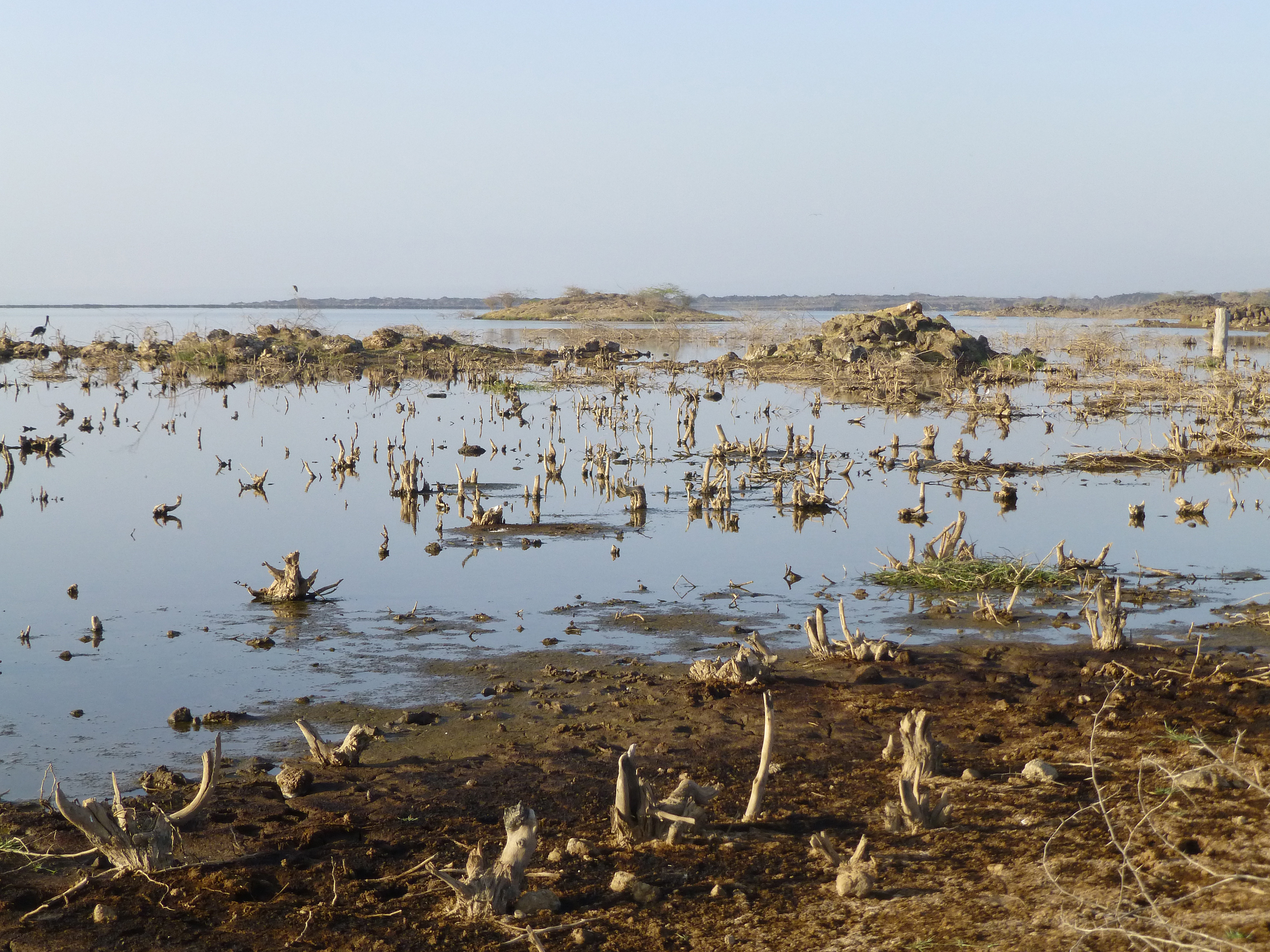
Végétation dégradée
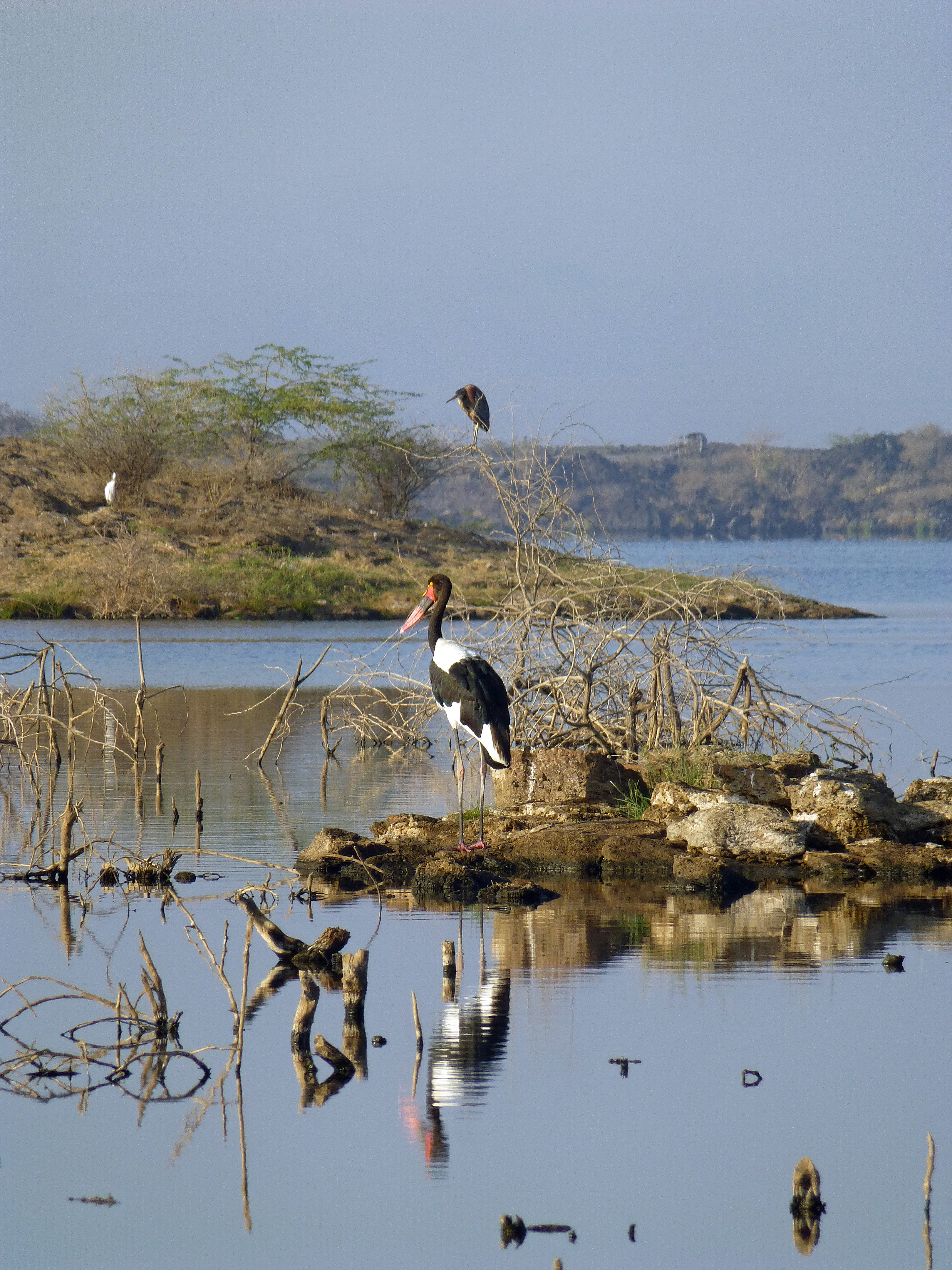
Marabouts et aigrettes
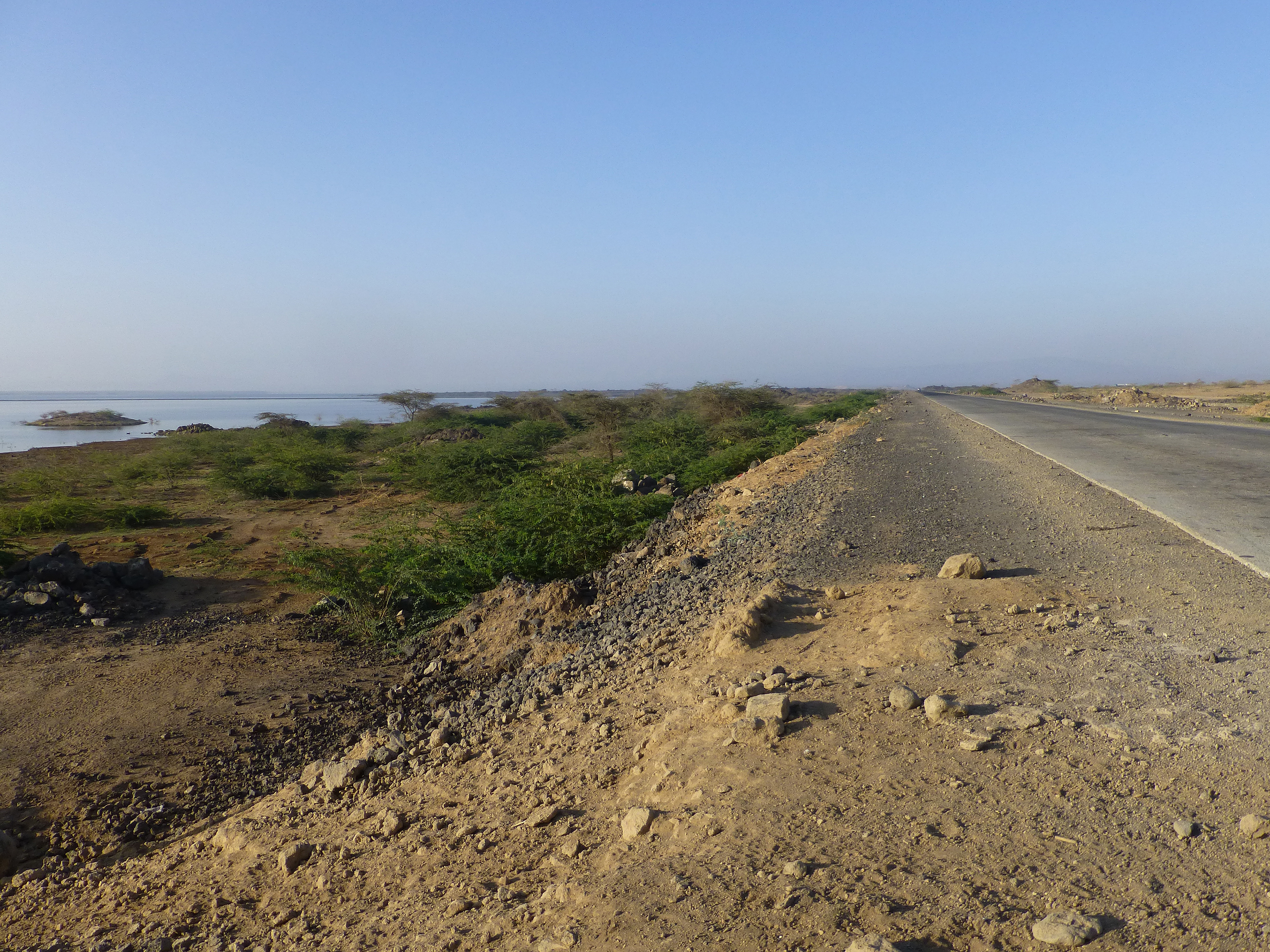
Nouvelle route
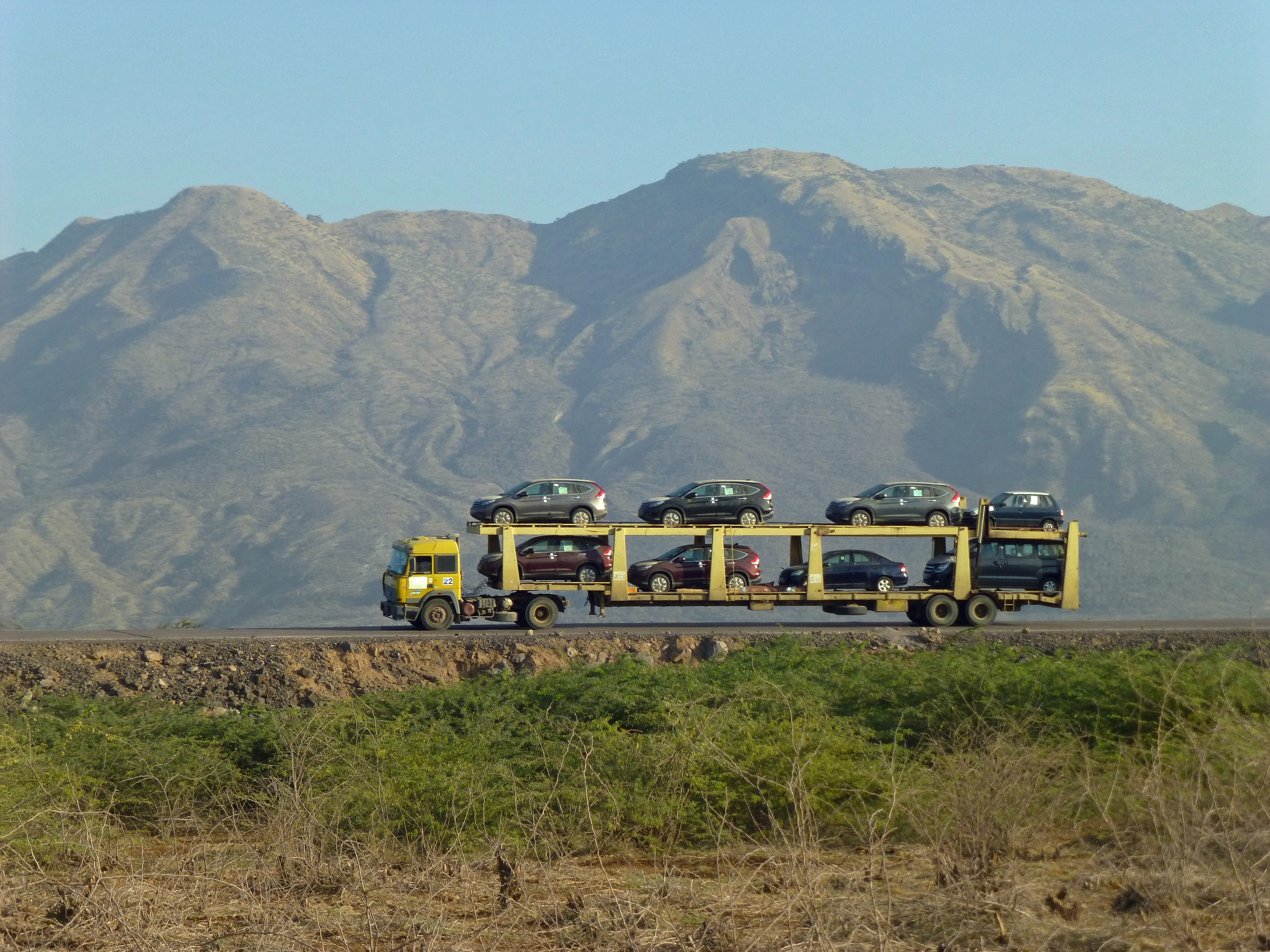
Trafic au bord du lac